# Часовня-усыпальница Святополк-Мирских
Часо́вня-усыпа́льница Святопо́лк-Ми́рских (иногда Спа́сская часо́вня) — памятник архитектуры в городском посёлке Мир Кореличского района Гродненской области Беларуси. Расположен недалеко от Мирского замка в английском парке, заложенном в конце XIX — начале XX века.
Часовня-усыпальница была построена по проекту архитектора Роберта Марфельда в 1904—1910 годах на средства Клеопатры Святополк-Мирской и освящена в честь святого Николая Чудотворца. В последующие годы в склепе были захоронены шесть членов рода Святополк-Мирских. В период Второй республики благодаря стараниям князя Михаила Святополк-Мирского вокруг здания были высажены редкие хвойные деревья и розы. С приходом советской власти церковное имущество было разграблено, часть удалось перевести в соседний храм. В послевоенное время в часовне разместили зернохранилище спиртзавода. Затем она долгое время находилась в запустении. В 2004 году были начаты реставрационные работы, которые были завершены к 1 декабря 2008 года, когда двери часовни были открыты для посетителей. В 2014 году были проведены первые службы: панихида и Божественная литургия.
Большинство исследователей относит часовню-усыпальницу к стилю модерн. С архитектурной точки зрения, динамично-асимметричная композиция здания оказалась для своего времени новаторской. Его составными частями являются притвор, зал часовни, апсида и доминанта часовни — высокая башня-звонница. Усыпальница как пластически, так и колористически насыщена. Самостоятельными элементами являются герб-картуш Святополк-Мирских и огромное мозаичное панно с изображением Христа Вседержителя. Последнее главенствует в облике часовни. Внутри здание состоит из двух уровней — крипты и собственно зала для проведения служб. Сама часовня является уже и малой архитектурной формой Мирского парка.
Часовня-усыпальница Святополк-Мирских входит в Мирский замково-парковый комплекс, который в 2000 году включён в Список объектов всемирного наследия ЮНЕСКО в Беларуси. Живописное мозаичное панно отдельно включено в Государственный список историко-культурных ценностей Республики Беларусь.

## История
Автором проекта часовни-усыпальницы выступил петербургский архитектор Роберт Робертович Марфельд, который никогда так и не побывал в Мире. Эскиз, датированный 1901 годом, был опубликован в 1902 году Г. В. Барановским в его «Архитектурной энциклопедии второй половины XIX века». 24 августа 1902 года проект одобрило Строительное отделение Минского губернского правления. По мнению некоторых исследователей, Марфельд, проявивший себя здесь как смелый художник-композитор и стилизатор, хотел добиться, чтобы здание перекликалось со средневековым Мирским замком, на что указывают устремлённость вверх, готическая кладка, красный цвет кирпича и фактура и цвет камня для облицовки цоколя. Сверхзадачей, по мнению искусствоведов, стояла идея создания «внутрисемейного символа высокородного происхождения и аристократизма» заказчиков, и как результат часовня достигла объёмов небольшой церкви.

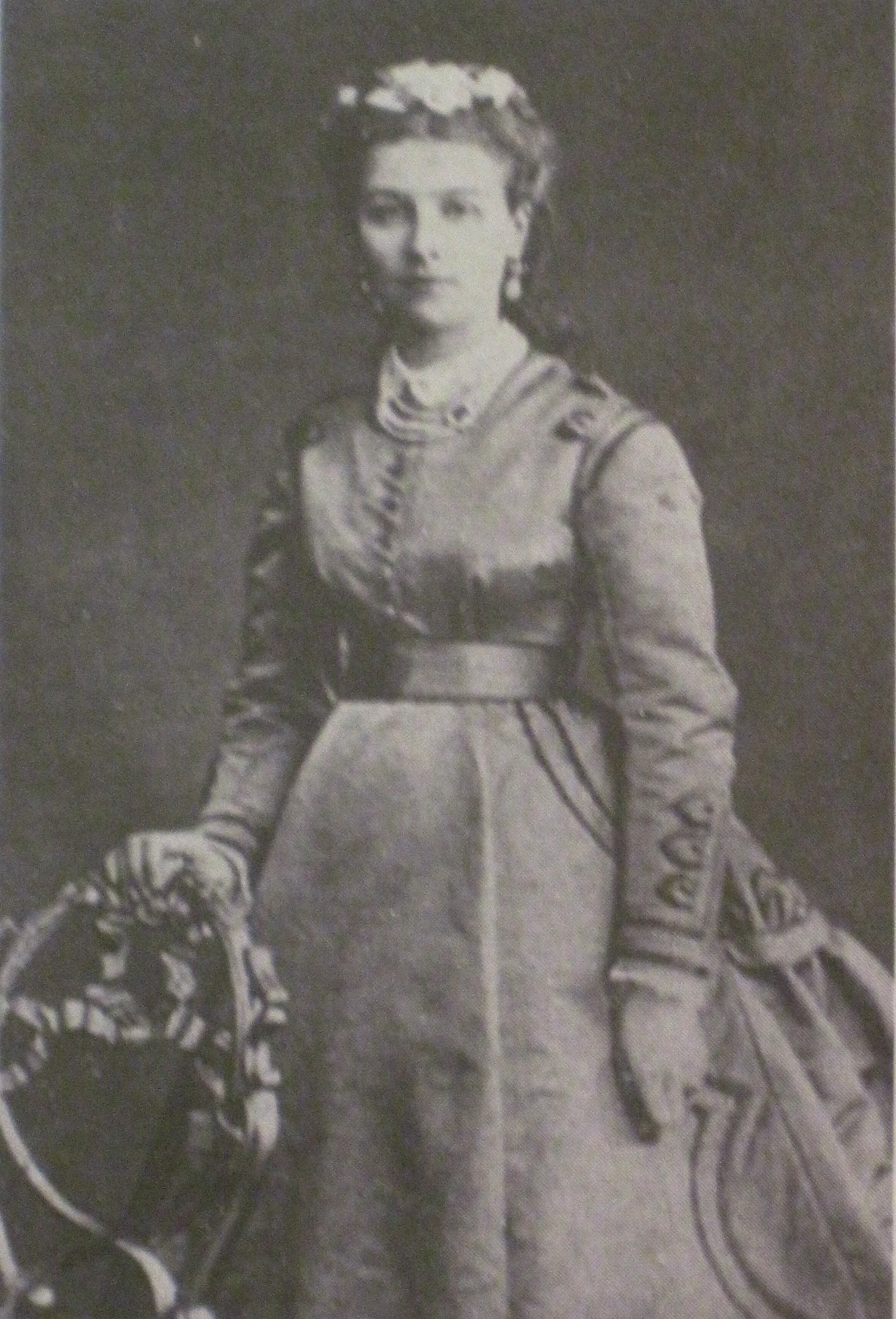
Клеопатра Святополк-Мирская

Средства на строительство были выделены княгиней Клеопатрой Михайловной Святополк-Мирской. Возведение часовни началось в 1904 году. При этом существует мнение, что постройка завершилась в 1911 году. Однако исследовательницы О. Новицкая и Л. Прокопенко на основании клировых ведомостей церквей округа за 1910 год, в которых уже упомянута «церковь-склеп князей Святополк-Мирских в имении Замирье», настаивают именно на том, что часовня была построена уже в этом году. В то же время клировая ведомость Мирской Николаевской церкви 1909 года данных о часовне не содержит. Благодаря обнаруженным в архиве Свято-Троицкой церкви документам удалось установить, что часовня была освящена в честь Святого Николая. Это же подтверждает и «Кліравая Ведамасьць Наваградзскай і Баранавіцкай Епархіі, Царквы Сьвята-Троіцкай, горада Міра, Мірскага Благачынія, Мірскага раёну, Баранавіцкай акругі за 1942 год». Возможно, выбор имени святого был связан с тем, что часовня была построена в память о Николае Ивановиче Святополк-Мирском, муже княгини Клеопатры. Местные жители доступа в часовню не имели.
В феврале 1910 года в часовне была захоронена княгиня Клеопатра Святополк-Мирская, а 3 мая 1913 года — её внучка, дочь её сына Ивана Соня Святополк-Мирская (утонула в Болгарии). Данные о последнем захоронении сохранились в Богослужебном дневнике 1899—1914 годов из Национального исторического архива Беларуси. Панихиду провёл священник И. Хлебцевич и дьякон Занцевич, после чего состоялись проводы со станции Замирье в Мир и панихиды с погребением в склепе. Участвовали протоиерей Ф. Сцепуро и тот же священник Хлебцевич. В то же время дата перезахоронения самого князя Николая Святополк-Мирского достоверно неизвестна.
По одной из версий, после присоединения Мира к Польше в 1921 году часовня стала католической и использовалась как костёл. В то же время сохранились данные о том, что проводился крестный ход, когда утром в пятницу перед Пасхой из церкви выносилась плащаница и относилась в часовню, называемую местными жителями Княжеской церковью. Забиралась плащаница в субботу вечером. Согласно другим воспоминаниям местных жителей, служб в часовне не проводилось, кроме освящения хлеба на Троицу. По воспоминаниям местных жителей, в 1920—1930-е годы колоколов было уже не менее трёх. Двери в это время были дубовыми с вырезанными на них крестами. За часовней присматривал сам князь Михаил Святополк-Мирский.
В 1922 году в часовне-усыпальнице был захоронен Иван Святополк-Мирский. В 1938 году состоялись похороны князя Михаила, ставшего в 1930-е годы католиком. Его отпевание было проведено в Николаевском костёле, после чего гроб с телом по улице Несвижской был доставлен непосредственно в часовню. Внутрь склепа, где князь был захоронен справа от входа, из пришедших на похороны попасть смогли лишь некоторые люди. Кто был захоронен шестым в усыпальнице, достоверно неизвестно. Среди возможных рассматриваются князь Владимир Николаевич Святополк-Мирский (умер в Египте в 1906 году), внук князя Николая и Клеопатры князь Николай Семёнович Святополк-Мирский и одна из тётушек князя Михаила.
Согласно одним данным, церковное имущество было разграблено в 1939 году. В то же время, согласно данным из архива Свято-Троицкой церкви, представители власти вывезли всю церковную утварь в 1940 году. То, что осталось, в 1940 году оказалось в Свято-Георгиевской церкви на православном кладбище в Мире. 14 августа 1948 года вышло постановление Мирского райисполкома, согласно которому здание часовни стало использоваться как зернохранилище спиртового завода. В этих целях часовня использовалась около 20 лет. В крипте хранились же торф и уголь. В октябре 1978 года Совет министров БССР принял Постановление о реставрации Мирского замка и строительстве в г. п. Мир художественного профессионально-технического училища. В соответствии с ним планировались работы по комплексной реставрации Мирского замково-паркового комплекса, включая и часовню.
В 1993 году часовня ещё не действовала. В 2000 году часовня-усыпальница в составе объекта «Замковый комплекс Мир» вошла в Список Всемирной природного и культурного наследия ЮНЕСКО. 2004 год стал годом начала реставрационных работ, которые продолжались в течение четырёх лет. По состоянию на 2007 год, по мнению реставраторов, для часовни-усыпальницы должны были быть проведены ещё дополнительные исследования. В первую очередь была поставлена задача восстановления интерьера по некоторым сохранившимся предметам: иконостасу церкви в Берёзовке, паникадилу в Троицкой церкви Мира, фотографиям северного и южного фасадов часовни, на которых видны иконы Святого Николая Чудотворца и Богоматери Умиление (возможно, Владимирской). Кроме того, одной из целей реставраторов стала идентификация надгробий в усыпальнице. 27 апреля 2007 года, после освящения, на звонницу был поднят колокол с нанесённым текстом «Памяні, Госпадзе, душы памерлых раб Тваіх роду Святаполк-Мірскіх». 10 марта 2008 года министром культуры Республики Беларусь В. Ф. Матвейчуком была утверждена Научная концепция по реставрации и музеефикации Замкового комплекса «Мир», согласно которой часовня, занимающая 200 м², была включена в музейно-экспозиционную зону. В рамках реставрационных работ для главного и бокового фасадов были изготовлены три мозаики: «Св. Николай», «Богоматерь Донская» и «Богоматерь Иверская». Авторами выступили художники-монументалисты Виктор Барабанцев и Денис Чубуков и художник-исполнитель Анатолий Чугункин. Первоначально к окончанию реставрации часовни в ней планировалось разместить временную выставку «Часовня-усыпальница князей Святополк-Мирских. Заказчики и строители. История строительства и реставрации» (в склепе часовни). В 2008 году было запланировано на будущий год размещение в памятнике икон из коллекции Национального художественного музея. Также в планы было включено наблюдение за температурным режимом из-за отопления памятника, чтобы предотвратить негативное воздействие на исторические ценности.
Для посетителей часовня-усыпальница была открыта 1 декабря 2008 года. Тогда же в ней прошла выставка работ минского фотохудожника Георгия Лихтаровича «В утешение людям…» в честь 30-летия архипастырского служения в Беларуси Митрополита Минского и Слуцкого Филарета, Патриаршего Экзарха всея Беларуси. 22 православных храма, фото которых размещены на выставке, были построены под омофором Митрополита Филарета.
| В 2005 году | В 2007 году | В 2009 году |

В то же время при проведённых к 2009 году реставрационных работах был допущен ряд ошибок. Так, во время форсированной подготовки к празднованию Дня белорусской культуры и печати в 2002 году по инициативе Гродненского облисполкома было произведено выравнивание грунта вокруг усыпальницы, итогом чего стало затопление нижней части часовни. Отдельно была поставлена проблема реставрации печей: вместо аккуратной работы с изразцами и тщательного изучения кладки печи были просто разрушены. Планировавшееся возведение их аналогов предусматривало облицовку их дорогостоящими новыми изразцами, которые, несмотря на изготовление по образцу старых, не решат проблему аутентичности.
Для часовни-усыпальницы Святополк-Мирских был изготовлен новый иконостас из дуба, копия оригинального: установка произошла осенью 2009 года. В 2013 году в часовню был возвращён оригинальный крест, находившийся над царскими вратами. 2014 год стал особым годом для церкви, ибо в ней начались богослужения. Так, первой 22 марта, в день памяти Сорока Севастийских мучеников, в склепе состоялась панихида. Она была проведена с церковным хором по просьбе Марии Святополк-Мирской, правнучки князя Н. И. Святополк-Мирского, обратившейся на интернет-страницу Свято-Троицкой церкви. В самой же часовне 22 мая, в день памяти святителя Николая, была проведена Божественная Литургия.
Здание является частью Мирского замково-паркового комплекса, который 1 апреля 2011 года стал самостоятельным музеем.

## Архитектура
Само здание, будучи памятником архитектуры столичного уровня, в то же время выступило проявлением части европейской усадебной культуры XIX века (включая Россию), а именно возведения, как правило, в ретроспективных стилях, небольших часовен-усыпальниц в ансамблях имения. В поисках новой архитектурно-художественной выразительности архитектор Марфельд прибегал к использованию мотивов древнерусского искусства и зодчества (панно с изображением Спаса). По мнению В. М. Чернатова, обращаясь к историческому наследию, Р. Марфельд смог «уяснить прообраз своей сугубо индивидуальной художественной композиции с элементом парадоксальности», чем объясняется резкое отличие часовни от канонических сооружений данного типа. По мнению же других искусствоведов,

заимствование касается не столько отдельных форм и приёмов, сколько идеальной модели архитектурного стиля, которую он трансформировал и стилизовал в соответствии с эстетическими идеалами современности.
Оригинальный текст (бел.)запазычанне датычыцца не столькі асобных форм і прыёмаў, колькі ідэальнай мадэлі архітэктурнага стылю, якую ён трансфармаваў і стылізаваў у адпаведнасці з эстэтычнымі ідэаламі сучаснасці.

| Главный фасад | Боковой фасад |

### Внешний облик
Новаторская пространственная композиция часовни-усыпальницы носит динамично-асимметричный характер. По мнению белорусского искусствоведа Б. А. Лазуко, асимметричность поддерживает башня-звонница, а своеобразную пространственную глубину имеет главный фасад. Исследователь А. Н. Кулагин же так пишет об этом:

Возвышенная пластичная экспрессия, активизация силуэта, внутренняя напряжённость композиции и взаимоперерастание масс (что вызывает ощущение органичного роста) — характерные черты строения.
Оригинальный текст (бел.)Узвышаная пластычная экспрэсія, актывізацыя сілуэта, унутраная напружанасць кампазіцыі і ўзаемаперарастанне мас (што выклікае адчуванне арганічнага росту) — характэрныя рысы пабудовы.

Основной объём является компактным вертикальным и прямоугольным в плане, при этом с севера углы срезаны. Увесистая, массивная основа часовни, создаваемая основным объёмом, обусловлена его отягощённостью высокой апсидой, двумя порталами и высокой лестницей главного входа. Составными частями композиции здания, обладающего выразительным силуэтом, являются притвор, прямоугольный в плане зал, пятигранная апсида (по одним данным, размещена на востоке, а по другим — на севере) и высокая четырёхгранная трёхъярусная башня-звонница, являющаяся доминантой часовни. Особенностью данной звонницы, обладающей небольшим эллиптичным (шлемовидным) купольным покрытием и открытой на четыре стороны, является то, что местом её размещения был выбран восточный угол часовни асимметрично центральной оси фасада. Сама башня-звонница была возведена над боковым входом, для выделения которого использовали специальную пристройку. Данный внешний вход ведёт в крипту часовни. На плоскостях стен звонницы имеются узкие щели-проёмы; этот приём вызывает ассоциацию с белорусскими храмами оборонительного зодчества XV—XVI веков.
Для притвора решение было найдено в глубоком ризалите с треугольным фронтоном. Для оформления входа был избран мощный приземистый арочный перспективный портал, для фланкировки которого были использованы угловые контрфорсы. Арочные оконные проёмы боковых фасадов и апсиды были выполнены высокими и узкими. Кроме того, имеется боковой портал.
| План верхней части часовни | План крипты | Продольный разрез часовни |

Помимо развитой пластической насыщенности, выделяется насыщенность колористического решения здания, которое, по описаниям 1986 и 1993 годов, достигалось сочетанием красного кирпича, белых декоративных деталей (полуколонки, изумрудно рустованные наличники окон, карниз с сухариками и прочие), серого бетона, полихромной бутовой кладки цоколя и полихромной мозаики. В 2000-х годах описывалось уже сочетание красной кирпичной кладки высокого качества с розовой бутовой кладкой высокого цоколя и со светлыми оштукатуренными декоративными элементами. К последним относили карнизы, фриз «изумрудного» руста, панели, колонки, тяги, наличники. Благодаря цветному решению часовни-усыпальницы (красный кирпич, бутовый камень, бетон, красочное мозаичное панно) достигается гармония между этим зданием, средневековым замком, парковым окружением и водоёмом и увеличивается живописность этого места.
По мнению исследователя В. М. Чернатова, своеобразие внешнего вида часовни обеспечивается синтезом «архитектуры и изобразительного искусства, современных декоративных средств», среди которых исследователь выделяет, кроме панно и картуша, орнаментально-декоративные пояса, карнизы, обрамления арочного перспективного портала, металлические ограждения решёток с интересным рисунком. По мнению же А. Г. Шимелевич, все эти элементы декора — широкие горизонтальные тяги, карнизы сложного профиля с медальонами и сухариками, архивольты подкупольной конструкции, пилястры (юго-западный угол часовни) — свидетельствуют о чрезвычайной находчивости Марфельда и его умении «насыщать и временами перенасыщать композицию деталями и акцентами». Исследовательница отмечает сложность систематического описания декора, но в то же время, называя его «ретроспективным», считает, что большинство мотивов объединяет «генетическая связь с классической художественной системой». Общая же характеристика декоративных элементов памятника архитектуры дана искусствоведом Б. А. Лазуко:

Декор — это белые сложные карнизы, сухарики, полуколонки — концентрируется в отдельных точках фасадов, создаёт умелые контрасты с плоскостью стен и эффект нарастания внимания.
Оригинальный текст (бел.)Дэкор — гэта белыя складаныя карнізы, сухарыкі, паўкалонкі — канцэнтруецца ў асобных кропках фасадаў, стварае ўмелыя кантрасты з плоскасцю сцен і эфект нарастання ўвагі.

Отзывы о здании в целом различаются. Так, Ю. Иодковский в 1915 году писал, что часовня вкупе с парком свидетельствует «о бездарности современного вкуса». А. Г. Варавва пишет, что «камерная по масштабам» часовня «эффектно поставлена среди окружающего пейзажа и привлекает к себе внимание зрителей причудливостью форм и асимметрией композиции». Ряд искусствоведов считает, что часовня является наглядным примером застройки белорусских городов конца XIX — начала XX века, а именно проникновения пейзажного принципа организации городской среды и ориентации «на собственные исторические и художественные традиции». Искусствовед А. Г. Шимелевич считает усыпальницу «одним из наинтереснейших памятников архитектуры» Беларуси и «авангардистским экспериментом переходной эпохи», а её композиционное решение удачным. В. М. Чернатов и А. Т. Федорук отмечают в здании, несмотря на его сравнительно скромные размеры, такие черты как, монументальность и цельность, приятные пропорции и сочная цветовая гамма (красные кирпичи и бетонные вставки). На взгляд В. М. Чернатова, часовня с её архитектурой является новаторским прорывом и шагом вперёд «к свободе мысли и творчества в культовой (православной) архитектуре». По его мнению, при сохранении генетического почерка мастера в часовне,

отчётливо заметен след переходности к новой архитектурной системе, позволявшей решать более сложные художественно-эстетические проблемы пространственной композиции, ритмики форм и линий, фактуры и цвета.

На звонницу часовни-усыпальницы были подняты два колокола весом 710 и 435 кг соответственно, звон которых сопровождал проведение служб. По состоянию на 1989 год, на башне был лишь один колокол. В 2007 году (по другим данным, в 2006) на звоннице был установлен новый колокол.

### Панно и картуш
В качестве самостоятельных и доминирующих элементов композиции часовни-усыпальницы исследователи выделяют мозаичное панно и картуш. По мнению искусствоведов, они придают зданию «некий символизм и мистицизм».

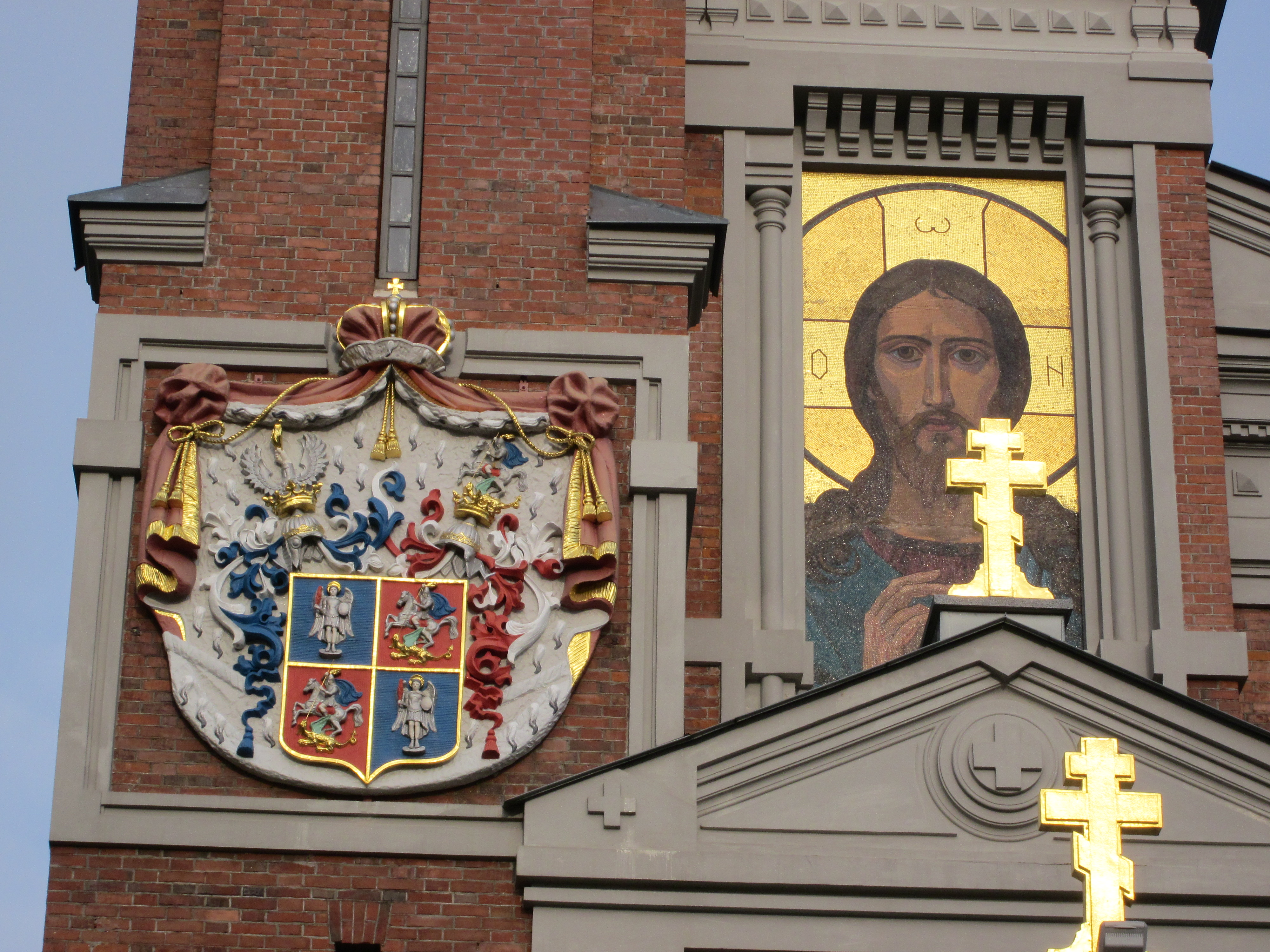
Мозаичное панно и герб-картуш

В облике часовни-усыпальницы главенствует огромная мозаика «Христос Вседержитель». Это живописное мозаичное панно с изображением Спаса Вседержителя (Пантакратора), неотступно смотрящего на зрителя, размещённое над притвором, включает в себя охристого цвета лик Христа в синем хитоне на эффектном золотистом фоне. Это потрясающее наряду с масштабностью звонкое сочетание чистых цветов призвано было восприниматься с дальних расстояний. По мнению искусствоведа А. Г. Шимелевич,

при определённом восприятии всё строение можно трактовать как огромную замысловатую «раму» монументального образа.
Оригинальный текст (бел.)пры пэўным успрыняцці ўсё збудаванне можна трактаваць як велізарную мудрагелістую «раму» манументальнага абраза.

По одной версии, панно является майоликовым, изготовленным из майоликовой плитки. По другой версии, панно изготовлено из кусочков цветного стекла — смальты. Документальных подтверждений тому, где было выполнено панно, нет. Исследователи выдвигают две версии. Согласно одной из них, местом выполнения заказа стала частная мозаичная мастерская В. А. Фролова в Санкт-Петербурге, а автором — художник М. Харламов. Другая версия гласит, что панно изготовил мозаичист из Познани в паре с местным мастером Иваном Прокоповичем Панько.
В качестве элемента декора для фронтальной грани звонницы был использован объёмный цинковый чеканный в крупном рельефе картуш с изображением гербов старейших городов (иногда характеризуется как фамильный герб Святополк-Мирских). Первоначально это были гербы Киева, Пскова, Новгорода, Москвы. Данный картуш призван был подчеркнуть древность рода Святополк-Мирских. Он был закреплён на башне-звоннице в квадратной раме. По состоянию на 2004 год картуш был снят и временно перемещён в Национальный музей истории и культуры Беларуси. На нём специалистами были обнаружены остатки полихромии. На данный момент на часовне-усыпальнице закреплена копия картуша, выполненная методом художественной ковки по металлу; изображены гербы лишь Москвы и Киева.

### Интерьер
Согласно планировочному решению, здание часовни было разделено на два самостоятельных яруса. Так, верхний представлял собой храм, который мог вместить лишь ограниченное число людей, а нижний — саму усыпальницу, то есть крипту. Пространства в крипте должно было, согласно проекту Марфельда, хватить на двадцать захоронений. На данный момент их всего шесть, и одно подписано: «Царствие тебе Небесное. Княжна Соничка Святополк Мирская. Родилась 10 октября 1901 г., скончалась 30 апреля 1913 г.». На склепе находились несохранившиеся мозаики, изготовленные, как и фасадное панно, в мастерской Фролова. В ходе реставрации белорусскими мастерами были выполнены их аналоги.
В качестве перекрытия зала был выбран крестовый свод (иногда описывается как сомкнутый четырёхгранный). Этот свод покрыт фресковой орнаментованной росписью. В целом для интерьера часовни были характерны «спокойные терракотовые тона, строгий геометрический орнамент и фиолетовая роспись». Для зала часовни использованы два высоких арочных окна. Для отопления часовни, равно как и крипты, используются печи, облицованные кафелем. Перекрытием крипте, вход в которую находится в боковой грани звонницы, служит также крестовый свод на подпружных арках. Связь между криптой и залом со звонницей осуществляется по внутренним деревянным витым лестницам. Исследователь В. М. Чернатов даёт такое заключение об интерьере:

Внутреннее пространство интерьеров решено лаконично и немноготемно, торжественно и одухотворенно, что наводит присутствующих на мысль о возвышенно-божественном, далёком от повседневности.

### Стиль
Проблему стилевой принадлежности часовни-усыпальницы исследователи решают по-разному. Так, некоторые исследователи относят здание к упрощённому романскому, считая его наиболее полным представителем стиля, неороманскому или неорусскому стилям.
Большинство же специалистов определяют стиль часовни-усыпальницы как модерн или, по крайней мере, отмечают использование его принципов. К таким характерным проявлениям модерна в памятнике исследователи относят произвольную, несимметричную композицию, «свободное» соединение объёмов, декоративный на фактуре материала (кирпич и гранит), использование синтеза архитектуры и изобразительного искусства и прочие черты. Б. А. Лазуко относит здание к «„чистому“, но специфически сдержанному, белорусскому арт-нуво». Исследователь В. М. Чернатов описывает решение часовни «с активным созидательным началом, свойственным модерну». В то же время он отмечает присутствие черт романской архитектуры, что, в свою очередь, объясняет мощным влиянием самого модерна вкупе с символизмом. Приёмы же «кирпичного стиля», использованные, по мнению Чернатова, в часовне и широко представленные в более ранних работах Р. Марфельда (здание архива Министерства внутренних дел, Дом Императорского человеколюбивого общества, здание Томского технологического института), претерпели в здании трансформацию до броских эффектных форм раннего модерна. Искусствовед А. Г. Шимелевич считает, что именно из-за сознательного смешения разностилевых элементов проблема решения стилевой принадлежности часовни является сложной, и при этом упоминает ретроспективно-русский, неоготический и неороманский стили. По её мнению, в основе смешения этих разнородных ретроспективных мотивов лежали определённые цели, носившие программный характер: так, элементы архитектуры Средневековья (портал входа, массивная башня, декоративные решётки окон) призваны были указать на аристократизм заказчика и его принадлежность к европейской культуре. В то же время, согласно А. Г. Шимелевич, основные акценты здания, такие как сферический византийский купол башни, майоликовое панно с изображением Христа Вседержителя на фасаде, носят «подчёркнутый „византийско-русский“ характер»: неканоничность архитектурного решения часовни не должна была исключать обязательную связь с православной храмовой традицией, ибо Святополк-Мирские были православными. Так в памятнике проявилась связь двух мощных тенденций — общеевропейской и православной. Оригинальность часовни-усыпальницы объясняется соединением в ней новизны форм модерна и элементов ретроспективного декора.

## Реликвии
Первоначально алтарную часть часовни отделял от остального пространства храма иконостас с «7-ю иконами старыми». Данный иконостас был наряду с самой часовней спроектирован самим Р. Марфельдом. Впоследствии иконостас с иконами и церковным имуществом был вывезен в кладбищенскую Свято-Георгиевскую церковь. Однако эти меры не смогли уберечь его и иконы: в марте 1966 года был взломана железная решётка в окне церкви, и в храм проникли неизвестные. Нанесённые повреждения коснулись и предпрестольного иконостаса с иконами из часовни-усыпальницы. Данный иконостас в 1994 году был доставлен в церковь Жировичской иконы Божией Матери, находящуюся в городском посёлке Берёзовка Лидского района. Так как оригинальный иконостас рассохся и сохранились не всего детали, в мастерской «Паксбор» в городе Барановичи был изготовлен новый, представлявший собой копию оригинального. Его установка в часовне-усыпальнице произошла осенью 2009 года. Иконописцами выступили художники А. Вакулич, Ю. Пискун и С. Самусенко.
В октябре 2013 года белорусский скульптор Владимир Слободчиков вернул в часовню оригинальный крест, находившийся над царскими вратами. Его он обнаружил вместе со своими учениками в 1975 году здесь же и вывез для сохранения. Сам художник предварительно датировал крест началом XX века и определил, что способ изготовления, скорее всего, был механический из-за отсутствия следов резца. Так как над царскими вратами был уже остановлен другой крест, этот планировалось включить в постоянную экспозицию музея. Он находится в очень хорошем состоянии и не требует реставрации.
Для горнего места в алтаре была избрана икона Новозаветной Троицы, к которой была прикреплена металлическая лампадка. Центр алтарной части занимали деревянный престол, жертвенник, запрестольный металлический семисвечник. В то же время для самого храма упоминаются деревянный киот, два металлических стоячих подсвечника, металлические хоругви, деревянный ящик для свечей и деревянный шкаф для регента. Под сводом было закреплено металлическое паникадило.

## Парковое окружение
Фамильная часовня-усыпальница была возведена в дворцовом пейзажном (английском) Мирском парке, заложенном Святополк-Мирскими при замке в конце XIX — начале XX века, рядом с восточным оборонительным замковым валом на возвышении. Став составляющей частью парковой композиции, часовня «являлась одним из акцентов дальней перспективы со стороны дворца» и «малой архитектурной формой парка». При этом самый ценный в дендрологическом отношении участок оставшегося парка находится как раз рядом с усыпальницей.
Изначально между дворцом Святополк-Мирских и часовней высокие деревья не высаживались по распоряжению К. Святополк-Мирской, так как она любила в вечернее время смотреть на мозаичное панно. Впоследствии перед зданием часовни было высажено с двух сторон несколько декоративных хвойных экзотов, а именно сосна чёрная, ель колючая, лиственница сибирская и лжетсуга Мензиса. Кроме того, вокруг усыпальницы М. Святополк-Мирским в последние годы его жизни было высажено много роз неизвестных сортов. В то же время, по воспоминаниям местных жителей, розы были финского происхождения. Также проводились работы по оформлению поляны перед часовней: здесь был посажен ряд хвойных экзотов, таких как пихта Фразера, сосна веймутова, дугласия серая, ель Энгельмана и другие. По описанию местных жителей, рядом с часовней-усыпальницей находилась каштановая аллея с домом, т. н. «Ташкент». Из хвойных экзотов, высаженных около часовни, сохранились лишь лиственницы европейская и сибирская, лжетсуга Мензиса, сосна чёрная. Из-за вымерзания в зиму 1939—1940 года и вырубки в военное и послевоенное время исчезли пихта Фразера, пихта сибирская, ель Энгельмана, ель колючая, сосна сибирская кедровая.
В советское время в парке одной из основных перспектив основного и одного из дополнительных прогулочных маршрутов был вид на часовню — со стороны бывшего дворца и открытого прибрежного луга соответственно.

## Комментарии
1. ↑  Ю. Иодковский считает, что часовня была построена князем Н. Святополк-Мирским. См.: Иодковский И. Замок в Мире // Древности. Труды Комиссии по сохранению древних памятников. — М., 1915. — Т. 6. — С. LXX.
2. ↑  Иногда указывается в качестве даты постройки лишь 1901 год (Калнин В. В. Мирский замок. — Минск: Полымя, 1986. — С. 32. — 63 с.) или 1904 год (Кулагін А. М. Праваслаўныя храмы Беларусі: энцыклапедычны даведнік. — Минск: БелЭн, 2007. — С. 279. — ISBN 978-985-11-0389-4.; Кулагін А. М. Мірская капліца // Архітэктура Беларусі. — Минск: БелЭн, 1993. — С. 346. — 620 с. — ISBN 5-85700-078-5.; Барыс Лазука[бел.]. Беларуская архітэктура XIX — пачатку XX стагоддзя // Гісторыя сусветнага мастацтва. Рускае і беларускае мастацтва XIX — пачатку XX стагоддзя. — Беларусь, 2011. — С. 347. — 430 с. — ISBN 978-985-01-0880-7.).
3. ↑  В то же время, по другим данным, он оставался православным, и после панихиды, отправленной в костёле ксендзом, похороны в склепе провёл православный священник. См.: Раманава І., Махоўская І. Мір: Гісторыя мястэчка: что расказалі яго жыхары. — Вільня: ЕГУ, 2009. — С. 63. — 248 с. — ISBN 978-9955-773-20-7.; Хадасевіч Г. Мікалай Пятровіч Царук – упраўляючы справамі маёнтка Замір’е ў першай трэцi XX ст // Мірскі замак. Канцэпцыя рэстаўрацыі і праблемы музеефікацыі: Рэсп. навук.-практ. канф., 16 чэрвеня 2007 г., г. п. Мір Гродзен. вобл. / Навук. рэд. А. У. Карпенка. — Минск: ТАА «Бел- прынт», 2008. — С. 163. — 168 с. — ISBN 978-985-459-114-8.
4. ↑  Искусствовед А. Г. Шимелевич считает данное мнение ошибочным, отстаивая связь с классической художественной системой. См.: Шымялевіч Г. Г. Стылявыя напрамкі другой паловы XIX – пачатку XX стст. у архітэктуры капліц Беларусі // Альманах «Запіскі Беларускай акадэміі мастацтваў». — Минск, 2002. — № 3 (2000). — С. 73.
5. ↑  Иногда характеризуется как низкий бабинец. См.: Кулагін А. М. Мі́рская каплі́ца // Беларуская энцыклапедыя: У 18 т. Т. 10: Малайзія — Мугаджары (бел.) / Рэдкал.: Г. П. Пашкоў і інш. — Мінск: БелЭн, 2000. — С. 468. — 10 000 экз. — ISBN 985-11-0169-9.; Мирская часовня // Республика Беларусь: энциклопедия / Редкол. Г. П. Пашков [и др.]. — Минск: Беларуская энцыклапедыя, 2007. — Т. 5: Минск — Педиатрия. — С. 113. — 748 с. — ISBN 978-985-11-0425-9.
6. ↑  Искусствовед А. Г. Шимелевич пишет об отделке цоколя серым и серо-зелёным гранитом. См.: Шымелевіч Г. Г. Капліца-пахавальня Святаполк-Мірскіх у Міры — помнік архітэктуры гістарызму пачатку XX ст // Мірскі замак як культурна-гістарычны феномен XV—XX стагоддзяў: новыя даследаванні: матэрыялы навук.-практ. канф. — Минск: ТАА "Белпрынт", 2004. — С. 186—189. — 192 с. — ISBN 985-459-040-2.
7. ↑  По данным 1989 года, исследователь А. Т. Федорук описал картуш как «резной из душа». См.: Федорук А. Т. Садово-парковое искусство Белоруссии. — Минск: Ураджай, 1989. — С. 198. — 247 с. — ISBN 5-7860-0086-9.
8. ↑  Установка картуша была запланирована на октябрь 2008 года. См.: Котлярова Ж. Часовню-усыпальницу Святополк-Мирских откроют для туристов в нынешнем году. tut.by (12 сентября 2008). Дата обращения: 10 февраля 2016. Архивировано из оригинала 24 февраля 2016 года.
9. ↑  Согласно «Списку церковных вещей из бывшей Св. Николаевской церкви в бывшем имении Мир», хранящемуся в архиве Свято-Троицкой церкви в Мире. См.: Новицкая О., Прокопенко Л. Княжеская церковь-усыпальница в Мире // Рэстаўрацыя Мірскага замка. Праблема захавання прыроднага культурнага ландшафтаў: навукова-практычная канферэнцыя, г. п. Мір, 6 чэрвеня 2010 г. / Навук. рэд. А. А. Ярашэвіч. — Нясвіж, 2012. — 139 с. — ISBN 978-985-6796-77-0.